# 如果历史是一群喵
《如果历史是一群喵》是以华夏历史为故事主线、依据中華古籍编绘的一部网络漫画，以诙谐、通俗易懂的方式去讲述各个时代的中国历史。
作者肥志于2017年3月8日在新浪微博发布，并且于2018年9月2日动画化，动画在哔哩哔哩、咪咕视频播出，而网络漫画发表在新浪微博、哔哩哔哩、微信公众号等平台。

## 主要演员

### 水饺
（夏）水饺（英語：Thomas），男，白羊座，正义感强，像个小太阳充满元气。初登场于第一回「华夏诞生」。是一个模型控。最愛吃炸雞，擅長足球，CV是阎么么。

### 麻花
（吳）麻花（英語：Andy），男，摩羯座，性格乖巧，读书刻苦，但总考不上高分。初登场于第一回「华夏诞生」，CV是叶知秋

### 煎饼
（魏）煎饼（英語：Jackson），男，双鱼座，面相凶狠，经常扮演反派的角色，但是拥有一颗少女心,喜歡可愛的東西。初登场于第一回「华夏诞生」，CV是李兰陵

### 乌龙
（秦）乌龙（英語：Dean），男，巨蟹座，面容严肃的居家好男人，热爱小动物，爱吃芝士与草莓，有洁癖。初登场于第二回「统一战争」。

### 拉面
（明）拉面（英語：Joe），男，双子座，爱睡觉，是个大吃货卻吃不胖，有着爆棚的运气。初登场于第三回「三皇五帝」。

### 年糕
（晉）年糕（英語：Cary），男，处女座，喵博百万大V，懂很多知识，但是很八卦，爱吃香蕉。初登场于第三回「三皇五帝」。

### 汤圆
（唐）汤圆（英語：Amanda），女，水瓶座，美妆达人，很怕胖，做饭很难吃，学习成绩优异，拿奖拿到手软，很喜欢闪闪发亮的东西。初登场于第二回「统一战争」。

### 馒头
（隋）馒头（英語：Jessica），女，天蝎座，外表可爱，但实际上是个女汉子，性格爽朗MAX，食量也MAX。很讨厌吃药，喜欢撸串和喝啤酒。初登场于第二回「统一战争」。

### 豆花
（宋）豆花（英語：Daisy），女，天秤座，喜欢收集各种古董，在吃饭这方面有选择困难症，每天洗三次澡，对恐怖片免疫。很受異性欢迎。初登场于第二回「统一战争」，CV是闫夜桥。

### 油条
（越）油条（英語：Andrew），男，射手座，喜欢极限运动，爱喝可乐。初登场于第三回「三皇五帝」。

### 瓜子
（楚）瓜子（英語：Miller），男，金牛座，歷史系三年級，生日5月3日，最愛乾的事就是賺錢，經營著一家網路商店。很有商業頭腦，精打細算，是討價還價的高手，最喜歡的朋友是花卷。初登場於第三回「三皇五帝」，cv是Kt箘。最愛吃牛扒，喜歡聽民謠，最喜歡的中式菜是芥蘭炒牛肉，最喜歡喝白開水，最喜歡的動物是狼，最喜歡的水果是橘子，不擅長給自己花錢，怕毛毛蟲，最擅長的運動是拳擊，最喜歡的樂器是吉他，最討厭的食物是酸筍，喜歡杜鵑，最喜歡的顏色是黃色，最喜歡上地理課，喜歡的書籍類型是心理學，最喜歡去菜市場。
生意失敗的父親離開了家，留下的只有小時候給瓜子買的小豬存錢罐。父親的離開，使瓜子成為了家裡唯一男性面對著破碎的家庭。青春期的瓜子總是很晚才回到家裡，慢慢的跟一些不良少年混在了一起。然而有一次，當他回到家時，卻發現家庭的拮据使妹妹只能穿自己淘汰的舊外套，從那一刻起，他決定扛起家中的一切…
也許就是小時候的不成熟，讓瓜子一直很愧疚，希望多賺錢，讓媽媽和妹妹過上幸福生活的生活。

### 花卷
（商）花卷（英語：William），男，有钱喵的孩子，据说爸爸是金融巨鳄。最喜欢各种电子产品，但是审美观很差。初登场于第三回「三皇五帝」，CV是李轻扬。

### 花生
花生，女，星座、英文名、人设均不明。官方仅仅安排出场两回便被废弃。初登场于第一回「华夏诞生」，CV是狐三少。

### 栗子
栗子，女，星座、英文名不明，未在正片中出场过，是瓜子的妹妹。
華夏兒女
於198回-日月新天 中出現

## 荣誉
- 2017年“中国二次元指数”获得年度最佳漫画，最终指数排名第二。[7]
- 2017年9月29日获得第14届中国动漫金龙奖最佳剧情漫画铜奖。[8][9][10]
- 2021年获得首届蔡志忠漫画奖中的「蔡志忠奖」。[11][12]
- 2021年获得第18届中国动漫金龙奖广州奖“最佳动漫出版奖（出版品）”。[13][14]

## 争议

### 东汉末年篇
- 「三无衰鬼」刘备喵：原作者肥志称这是用幽默的方式调侃刘备从小家世贫穷[15]，但事实是刘备家世代在涿郡涿县当官，父亲早死才家道中落，沦落到编织手工艺品的地步。
- 刘备喵于是成为了曹操喵的得力助手：肥志称这里是想给大众读者一个相对的关系，如果使用客将的语句来表达又须插一段注释去理解，破坏了阅读体验[15]。事实上，「客将」这个词并不难理解，并且与「麾下的得力助手」有很大的差别。「客将」是有一定的独立性的，刘备有自己的私人武装以及朝廷任命的官职，并不能算曹操完全的麾下。
- 「杀手梗」、跟谁谁死、瘟神：肥志称这只是一个调侃，也是因为叙述结构需要，通过“起承转”的结构，引出曹操[15]。事实上，引用大量的笔墨去描写「杀手梗」烂梗，有贬低刘备的嫌疑。并且，「杀手梗」中提到的公孙瓒死于袁绍时，刘备早已投靠曹操了。

跟的第一个小伙伴，

自杀。

第二个小伙伴，

病死。

第三个小伙伴，

被杀。

而来到荆州之后呢，

荆州的老板也病死了……

真是倒霉啊……

不过倒是有一个例外，

他就是曹操喵。